# Of Fathers and Sons – Die Kinder des Kalifats
Of Fathers and Sons – Die Kinder des Kalifats (engl. für „Von Vätern und Söhnen“) ist ein Dokumentarfilm von Talal Derki, der am 15. November 2017 beim International Documentary Festival Amsterdam seine Premiere feierte und ab 19. Januar 2018 im Rahmen des Sundance Film Festivals gezeigt wurde.
Im Rahmen der Oscarverleihung 2019 wurde Of Fathers and Sons als bester Dokumentarfilm nominiert. Beim Deutschen Filmpreis 2019 gewann der Film in den Kategorien Bester Dokumentarfilm und Bester Schnitt.

## Inhalt
Talal Derki kehrt in sein Heimatland Syrien zurück, wo er das Vertrauen einer radikalen islamistischen Familie gewinnt und über zwei Jahren ihr tägliches Leben teilt. Seine Kamera konzentriert sich auf Osama und seinen jüngeren Bruder Ayman und gewährt einen extrem seltenen Einblick in das, was es bedeutet, in einem islamischen Kalifat aufzuwachsen.

## Produktion

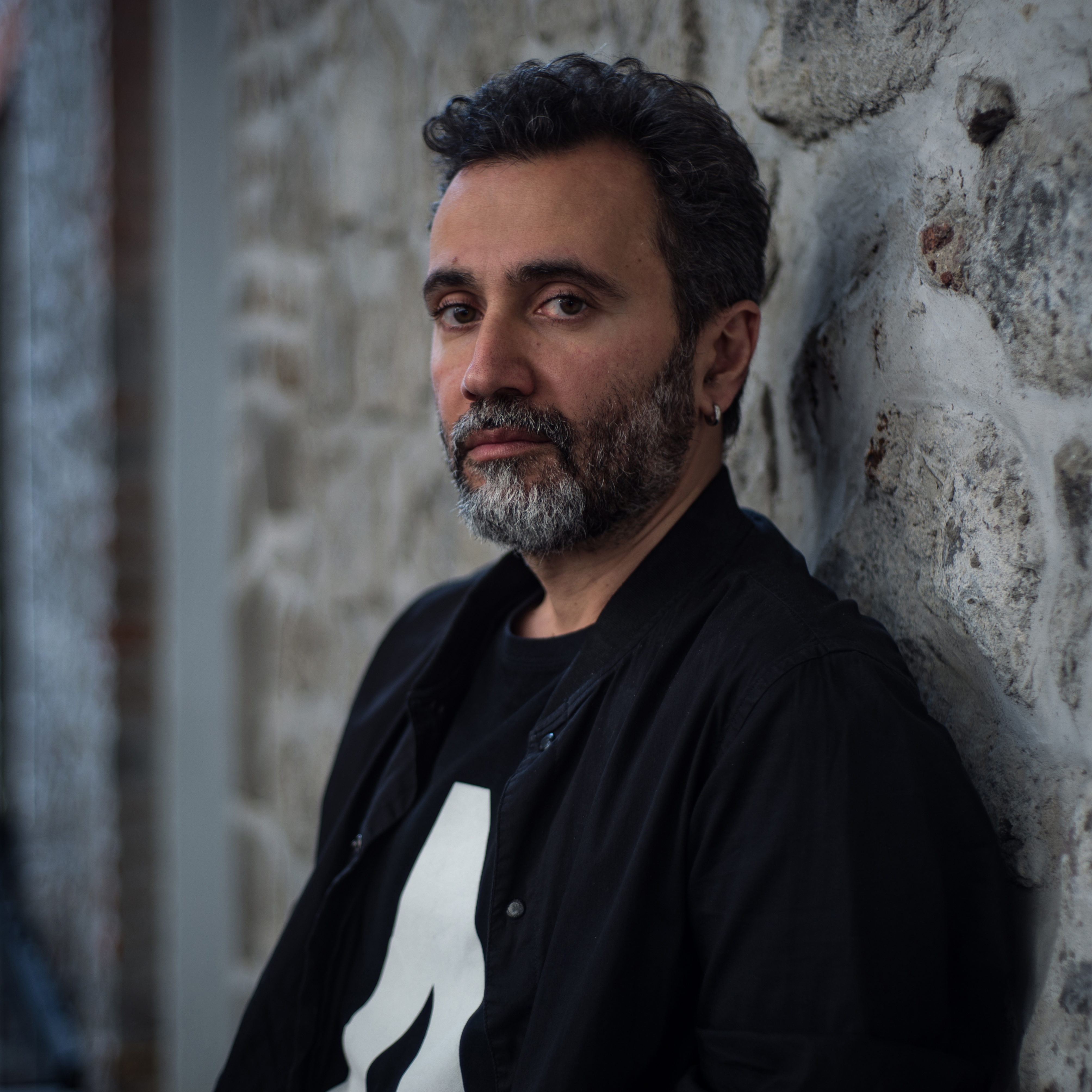
Regie führte Talal Derki

Regie führte der in Damaskus geborene syrische Dokumentarfilmer Talal Derki, der für seinen letzten Film Homs – ein zerstörter Traum in Genf auf dem Filmfestival und internationalen Forum für Menschenrechte (FIFDH) den ersten Preis erhalten hatte. In diesem Film schilderte er den syrischen Bürgerkrieg aus der Perspektive des jungen Kämpfers Basset. Nach der Fertigstellung des Films sagte Derki: „Syrien droht ein neues Afghanistan zu werden. Wenn wir Assad losgeworden sind, wird der Kampf gegen die Islamisten weitergehen. Gleichzeitig werden die Großen, also die USA, Russland, Saudi-Arabien und der Iran, weiter ihre Interessenkonflikte in Syrien austragen.“ Wie bei Return to Homs kehrte Derki für Of Fathers and Sons in sein Heimatland zurück und begab sich in das Kriegsgebiet. Zwei Jahre lebte er dort in einem kleinen Dorf im Norden Syriens bei der Familie von Abu Osama, einem Al-Nusra-Kämpfer, und richtete die Kamera in erster Linie auf die Kinder, die von klein auf trainiert werden, in die Fußstapfen ihrer Väter zu treten und Gotteskrieger zu werden.
Der Film wurde vom Sundance Institute Documentary Film Program unterstützt und erhielt Produktionsförderungen vom Doha Film Institute, von der Filmförderungsanstalt und vom Medienboard Berlin-Brandenburg in Höhe von 60.000 Euro. Von der Filmförderungsanstalt erhielt er eine Verleihförderung in Höhe von 30.000 Euro.
Der Film feierte am 15. November 2017 beim International Documentary Festival Amsterdam seine Premiere und wurde ab 19. Januar 2018 im Rahmen des Sundance Film Festivals gezeigt, wo er mit dem World Cinema Documentary Grand Jury Prize ausgezeichnet wurde. Derki widmete diesen Preis bei der dortigen Verleihung seiner neuen Wahlheimat Berlin. Derki war bereits im Jahr 2014 für seine Dokumentation Return to Homs beim Sundance Film Festival ausgezeichnet worden. Im Juni 2018 wurde er im Rahmen des SWR Doku Festivals gezeigt, wo er mit dem Deutschen Dokumentarfilmpreis ausgezeichnet wurde. „Der Film führt uns in eine fremde, essenziell verstörende Welt, ohne Schutz, aber mit großer dokumentarischer Geduld“, hieß es in der Begründung der Jury. Im Juni und Juli 2018 wurde der Film beim Filmfest München gezeigt, wo er mit dem katholischen Fritz-Gerlich-Filmpreis ausgezeichnet wurde. In der Begründung der Jury hieß es, der Filmemacher berichte unter Einsatz seines eigenen Lebens aus einem totalitären System und gebe Einblicke in eine Welt und eine Lebensweise, die uns sonst verschlossen bleibe. Im August 2018 wurde der Film beim Melbourne International Film Festival gezeigt. Im September 2018 erfolgte eine Vorstellung beim Camden International Film Festival, im Oktober 2018 beim Hamptons International Film Festival. Ein Kinostart in Deutschland erfolgte am 21. März 2019.
Die Filmmusik wurde von K.S. Elias komponiert. Der Soundtrack zum Film, der insgesamt 31 Musikstücke umfasst, wurde am 8. Februar 2019 von Königskinder als Download veröffentlicht.

## Rezeption

### Kritiken und Einsatz im Schulunterricht
Der Film konnte bislang 95 Prozent aller Kritiker bei Rotten Tomatoes überzeugen und erhielt hierbei eine durchschnittliche Bewertung von 8,0 der möglichen 10 Punkte.
Guy Lodge von Variety sagt, manche mögen hinterfragen, ob der Film wesentliche menschliche und politische Einsichten jenseits seiner erschreckenden Darstellung des radikalen Prozesses hat, und was Of Fathers and Sons seinem Publikum hinter den feindlichen Linien zeige, sei nicht unerwartet, aber beunruhigend, weil es so selten und detailliert präsentiert wird und eine klare, lebendige und unerschütterliche Sichtweise zeigt.
Christian Horn schreibt, die schnörkellosen Bilder lieferten unverfälscht wirkende Einblicke ohne forcierte Dramatisierungen. Bereits die Tatsache, dass Talal Derki den Protagonisten so nah kommt und sie sogar in einem Verschlag knapp hinter der Front filmt, sei aufsehenerregend genug.
Julia Haungs schreibt in ihrer Kritik bei WDR2, Derki schildere eindrücklich, wie Radikalisierung funktioniert, beziehungsweise eigentlich noch schlimmer, dass die Kinder, die in einem solchen Umfeld aufwachsen, gar nicht radikalisiert werden müssen: „Sie kennen einfach nichts anderes als die Symbiose von Religion und Gewalt. Und es gibt auch weit und breit kein Korrektiv. Ihr Weltbild rund um den Dschihad ist in sich so geschlossen, dass sie gar nicht auf die Idee kämen, es gäbe auch Alternativen.“ Of Fathers and Sons zeige eine reine Männerwelt, in der die Frauen seltsam unsichtbar blieben, so Haungs weiter, und es hätte einen schon interessiert, welche Perspektive sie haben. Angesichts dieser Einblicke in eine dunkle Parallelwelt erscheine es unvorstellbar, wie in Syrien jemals Frieden einkehren soll, in einem Land, wo der Weg zum Dschihadisten für Manche mit dem Tag ihrer Geburt beginnt.
Das Onlineportal kinofenster.de empfiehlt Of Fathers and Sons für die Unterrichtsfächer Deutsch, Ethik, Sozialkunde/Gemeinschaftskunde, Politik und Religion und bietet Materialien zum Film für den Unterricht. Sarina Lacaf schreibt dort, der Film zeichne ein komplexes Bild des Dschihadismus: „Die Schrecken des Krieges bringt er mit der Intimität der Familie zusammen, der Protagonist des Films ist liebevoller Vater wie ideologisch gefestigter Gotteskämpfer. Die Ambivalenz dieses Charakters, die einer Schwarz-Weiß-Zeichnung zuwiderläuft, kann Gegenstand der Diskussion sein.“

### Auszeichnungen (Auswahl)
Deutscher Filmpreis 2019

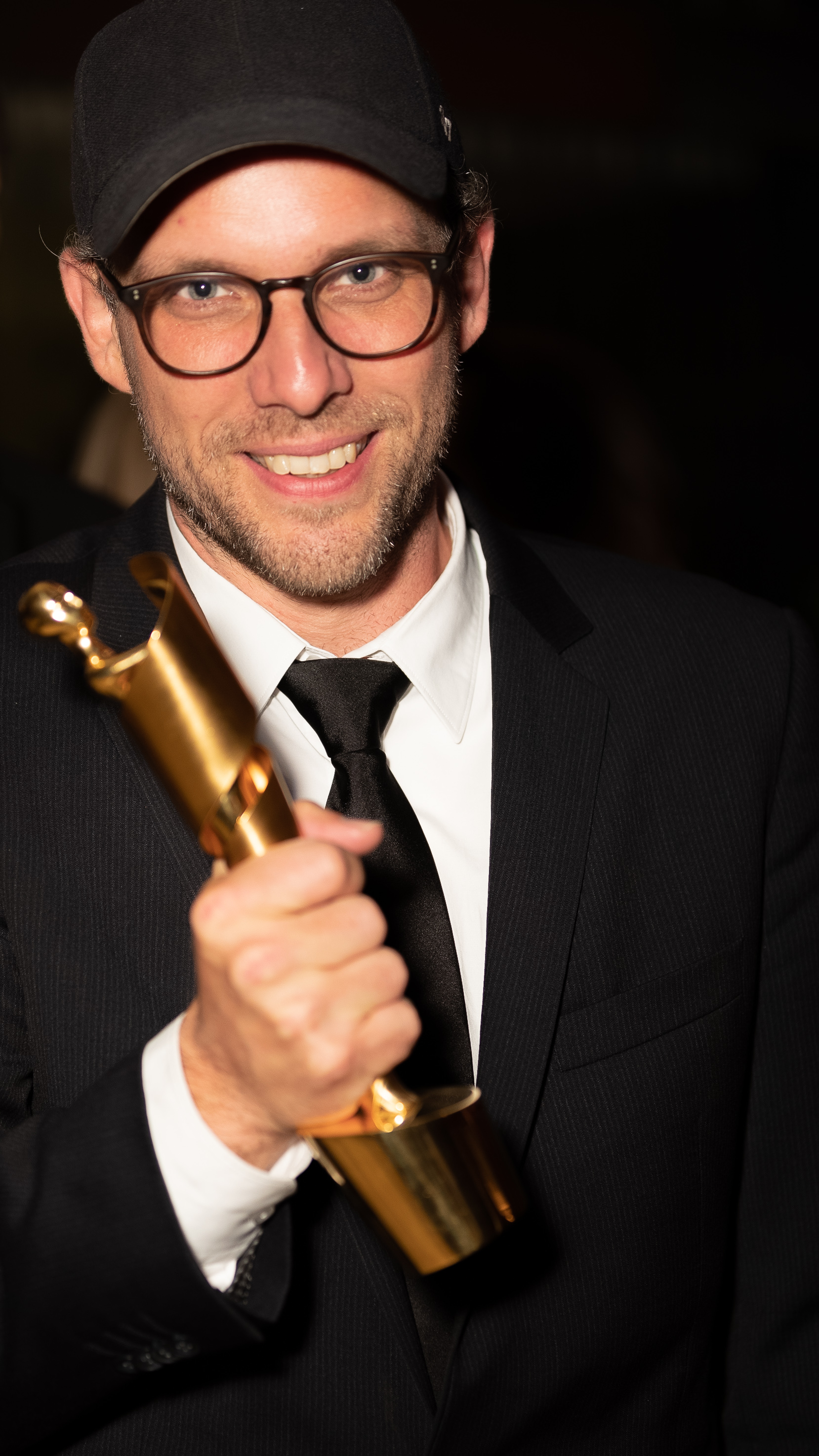
Produzent und Mischtonmeister Ansgar Frerich beim Deutschen Filmpreis 2019 mit der Lola für den Besten Dokumentarfilm

- Auszeichnung als Bester Dokumentarfilm
- Auszeichnung für den Besten Schnitt (Anne Fabini)[23]

Deutscher Dokumentarfilmpreis 2018
- Auszeichnung als Bester Dokumentarfilm (Talal Derki)[24]

Europäischer Filmpreis 2018
- Nominierung als Bester Dokumentarfilm (Talal Derki)

Fritz-Gerlich-Filmpreis 2018
- Auszeichnung für Talal Derki[12]

Independent Spirit Awards 2019
- Nominierung als Bester Dokumentarfilm (Talal Derki)[25]

International Documentary Association Awards 2018
- Nominierung als Bester Dokumentarfilm
- Nominierung für das Beste Drehbuch (Talal Derki)[26]

Oscarverleihung 2019
- Nominierung als Bester Dokumentarfilm

Sarasota Film Festival 2018
- Nominierung als Bester Dokumentarfilm für den Jury-Preis (Talal Derki)

Sundance Film Festival 2018
- Auszeichnung mit dem World Cinema Documentary Grand Jury Prize (Talal Derki)